# Gymnocalycium rauschii
Gymnocalycium rauschii là một loài thực vật có hoa trong họ Cactaceae. Loài này được H.Till & W.Till mô tả khoa học đầu tiên năm 1990.